# Drljača
Drljača är en ort i Kroatien.   Den ligger i länet Moslavina, i den östra delen av landet, 70 km sydost om huvudstaden Zagreb. Drljača ligger 129 meter över havet och antalet invånare är 277.
Terrängen runt Drljača är platt. Runt Drljača är det mycket glesbefolkat, med 7 invånare per kvadratkilometer. Närmaste större samhälle är Sisak, 16,5 km nordväst om Drljača. I omgivningarna runt Drljača växer i huvudsak lövfällande lövskog.